# Bodedia striata
Bodedia striata är en stekelart som beskrevs av André Seyrig 1952. Bodedia striata ingår i släktet Bodedia och familjen brokparasitsteklar. Utöver nominatformen finns också underarten B. s. rogeziana.